# ヘンリー・セシル (初代エクセター侯爵)
初代エクセター侯爵ヘンリー・セシル（英: Henry Cecil, 1st Marquess of Exeter、1754年3月14日 - 1804年5月1日）は、イギリスの政治家、貴族。庶民院議員を務めたのち、伯父から伯爵位を継ぎ貴族院に転じる。1801年にエクセター侯爵に昇った。私生活では、妻がいながら未成年の娘と駆け落ちして重婚にいたるといったスキャンダルを起こした。

## 経歴
1754年3月14日、トマス・セシル（第8代エクセター伯爵ブラウンロー・セシルの次男）の長男として生まれる。生家のセシル家は、エクセター伯爵の爵位を持つイングランド貴族で、伯父ブラウンロー・セシル（9代伯）が当主を務めていた。
ヘンリーはイートン校を経てケンブリッジ大学セント・ジョンズ・カレッジへ進学。1774年にマスター・オブ・アーツの学位を取得した。
1774年から1790年までスタンフォード選挙区から選出されて庶民院議員を務める。議員在職中は概ね政府を支持し、1783年と1785年の議会改革法案にも賛成票を投じた。とはいえ政府の信頼が篤かったわけでもなく、与党の有力政治家ジョン・モンタギューは同僚にあてて「セシル氏はかなり信用できない。ただ二日前までに知らせてもらうのと、（伯父の）エクセター伯の助けがあれば、どんな事態でも彼を味方につけられる」と手紙で綴っている。また、16年にわたる庶民院議員期のなかで一度も発言しなかった。
1793年12月26日に伯父ブラウンローからエクセター伯爵位（10代伯）を継承し、貴族院議員に列する。
1801年2月4日にエクセター侯爵に叙される。
1804年5月1日に死去した。

## 栄典

### 爵位
- 1793年12月26日、第10代エクセター伯爵（1605年創設イングランド貴族爵位）[2]
- 1793年12月26日、第11代バーリー男爵（1571年創設イングランド貴族爵位）
- 1801年2月4日、初代エクセター侯爵（連合王国貴族爵位）

## 家族
1776年にエマ・ヴァーノンと最初の結婚をしたが、子供はなかった。
妻のいる身でありながら、わずか16歳のサラ・ホギンズ（Sarah Hoggins、1773年 - 1797年、農夫トマス・ホギンズの娘）と駆け落ちした。前妻エマとの離婚手続をせずにサラと駆け落ちしており、当時は重罪（felony）であった重婚状態となったが、1791年6月10日に慌てて議会立法によって離婚した。
議会離婚から4ヶ月と経たぬ10月3日にサラ・ホギンズと再婚をし、彼女との間に以下の3子を儲ける。
- 第1子(長女)ソフィア・セシル(-1823)
- 第2子(長男)ブラウンロー・セシル(1795-1867)：第2代エクセター侯爵
- 第3子(次男)トマス・セシル(1797-1873)

1800年にエリザベス・バレルと三度目の結婚をしたが、彼女との間に子供はない。